# 초조본 유가사지론 권15
초조본 유가사지론 권15(初雕本 瑜伽師地論 卷十五)는 서울특별시 용산구 국립중앙박물관에 있는 고려시대의 목판본 불경이다. 
1992년 7월 28일 대한민국의 국보 제273호 초조본유가사지론<권제15>(初雕本瑜伽師地論<卷第十五>)으로 지정되었다가, 2010년 8월 25일 현재의 명칭으로 변경되었다.

## 개요
『유가사지론』은 인도의 미륵보살이 지은 글을 당나라의 현장(602∼664)이 번역하여 천자문의 순서대로 100권을 수록한 것으로, 11세기에 간행한 초조대장경 가운데 하나이다. 이것은 100권 가운데 제15권으로, 처음 새긴 본이다. 종이질은 닥나무종이이며, 가로 47.6cm, 세로 28.6cm이다. 
이 판본은 해인사에서 보관하고 있는 재조대장경 판본과 비교해보면 판수제와 권, 장, 함차 표시의 위치에 차이가 있다.

## 참고 자료
- 초조본 유가사지론 권15 - 국가유산청 국가유산포털